# Ghiacciaio Downer
Il ghiacciaio Downer è un ghiacciaio situato sulla costa di Kemp, nella Terra di Enderby, in Antartide. Il ghiacciaio nasce a est della dorsale Watson, da dove fluisce verso sud-est, fino a unire il proprio flusso a quello del ghiacciaio Wilma poco a ovest di punta Abrupt.

## Storia
Il ghiacciaio Downer fu avvistato per la prima volta nel novembre del 1954 durante una spedizione di ricerca antartica australiana comandata da Robert E. Dovers. In seguito il ghiacciaio è stato così battezzato dal Comitato australiano per i toponimi e le medaglie antartici in onore di Graham Kent Downer, un meccanico dell'aeronautica militare australiana in servizio alla stazione Mawson nel 1958.